# بصمة كربونية
البصمة الكربونية (بالإنجليزية: carbon footprint) هي إجمالي الغازات الدفيئة الناتجة عن الانبعاثات الصناعية أو الخدمية أو الشخصية، وقياسها يكون سعيا للحد من الآثار السلبية لتلك الانبعاثات.

في معظم الحالات، لا يمكن حساب البصمة الكربونية الإجمالية بالضبط لعدم كفاية المعرفة والبيانات الخاصة بالتفاعلات المعقدة بين العمليات المساهمة، بما فيها أثر العمليات الطبيعية التي تخزن ثنائي أكسيد الكربون أو تطلقه إلى الجو. لهذا السبب، فقد اقترح رايت وكيمب وويليامز التعريف التالي للبصمة الكربونية:
مقياس للكمية الإجمالية من انبعاثات ثنائي أكسيد الكربون (CO2) والميثان (CH4) لمجتمع أو نظام أو نشاط معرف، بأخذ كل المصادر والمصارف والخزانات ذات الصلة بعين الاعتبار ضمن الحدود المكانية والزمنية للمجتمع أو النظام أو النشاط المدروس. ويحسب كمكافئ ثنائي أكسيد الكربون باستخدام الاحتمال ذي الصلة لحدوث الاحترار العالمي لمئة عام.
كان المتوسط السنوي العالمي للبصمة الكربونية للشخص الواحد في 2014 نحو 5 أطنان مكافئ ثنائي أكسيد الكربون. رغم وجود عدة طرق لحساب البصمة الكربونية، تقترح منظمة الحفاظ على الطبيعة أن متوسط البصمة الكربونية للمواطن الأمريكي 16 طنًا. ويعد هذا أحد أعلى المعدلات عالميًا.

## خلفيتها
النشاطات البشرية من الأسباب الرئيسية لانبعاثات غازات الدفيئة. وتزيد هذه الانبعاثات درجة حرارة الأرض وهي تصدر نتيجة استخدام الوقود الأحفوري في الكهرباء ومن منتجات ثانوية أخرى للتصنيع. تتكون الآثار الكبرى لهذه الممارسات بشكل رئيسي من التغيرات المناخية، كزيادة هطول الأمطار وحموضة المحيطات وارتفاع حرارتها. يحدث التغير المناخي منذ بدء الثورة الصناعية في عشرينيات القرن التاسع عشر. بسبب اعتماد البشر الشديد على الوقود الأحفوري، واستخدام الطاقة، وإزالة الغابات بشكل مستمر؛ فإن كمية غاز الدفيئة في الغلاف الجوي تزداد، ما يجعل تخفيض بصمة غازات الدفيئة أمرًا أصعب. ولكن هناك بضع طرق لتخفيض بصمة غازات الدفيئة للمرء، باختيار عادات أكل أكثر كفاءة طاقية، واستخدام أجهزة منزلية أكثر كفاءة طاقية، وزيادة استخدام السيارات التي تعمل بكفاءة وقود عالية، وتوفير الكهرباء.
غازات الدفيئة غازات تزيد درجة حرارة كوكب الأرض بامتصاصها للأشعة تحت الحمراء. ومع أن بعض الانبعاثات طبيعية، فإن معدل إنتاجها ازداد بسبب البشر. تصدر هذه الغازات عن استخدام الوقود الأحفوري في الكهرباء والحرارة والنقل، بالإضافة إلى انبعاثها كمنتجات ثانوية لعمليات التصنيع. أكثر غازات الدفيئة شيوعًا ثنائي أكسيد الكربون (CO2)، الميثان (CH4)، أكسيد النيتروس (N2O)، والعديد من الغازات المفلورة. البصمة الكربونية هي الكمية الرقمية لهذه الغازات الصادرة عن كيان واحد. يمكن الحصول على الحسابات الخاصة بأي عدد من شخص واحد حتى العالم بأكمله.

### أصل المفهوم
مفهوم البصمة الكربونية واسمها مشتقان من مفهوم البصمة البيئية أو الأثر البيئي، والذي طوره ويليام إ. ريس وماثيس واكرناغل في تسعينيات القرن العشرين. وفي حين تحسب البصمة الكربونية عادةً بأطنان انبعاثات (مكافئ CO2) في السنة الواحدة، تحسب البصمات البيئية عادةً بالمقارنة مع ما كان يمكن للكوكب تجديده. يقيم هذا عدد «الأراضي» التي ستكون مطلوبة إذا استهلك الجميع على الكوكب الموارد بنفس مستوى الشخص الذي تحسب بصمته الكربونية. البصمة الكربونية جزء واحد من البصمة البيئية. البصمات الكربونية مركزة أكثر من البصمات البيئية لأنها تقيس فقط انبعاثات الغازات المسببة للتغير المناخي إلى الغلاف الجوي. البصمة الكربونية واحدة من مجموعة مؤشرات بصمات، وهي مجموعة تضم أيضًا البصمات البيئية، والبصمات المائية، وبصمات اليابسة.
روجت لفكرة البصمة الكربونية الشخصية حملة دعائية كبيرة لشركة الوقود الأحفوري بي بّي في 2005، وقد صممتها وكالة أوغليفي. هدفت الحملة لتحييد الانتباه من صناعة الوقود الأحفوري إلى المستهلكين الأفراد. وطلبت من الناس حساب بصماتهم الشخصية ووفرت لهم طرقًا حتى «يتبعوا حمية كربونية». استقت هذه الاستراتيجية -والتي طبقتها أيضًا عدة شركات كبرى في مجال الوقود الأحفوري- الكثير من أفكارها من حملات أخرى أجرتها صناعة التبغ وصناعة البلاستيك لتحويل اللوم على الآثار السلبية لهاتين الصناعتين (تدخين القاصرين، تلوث أعقاب السجائر، تلوث البلاستيك) من الشركات القائمة على الصناعة وإلقائه على خيارات الأفراد.
لم تحاول شركة بي بّي تخفيض بصمتها الكربونية، موسعةً تنقيباتها النفطية على مشارف عشرينيات القرن الحادي والعشرين. ولكن الاستراتيجية لاقت بعض النجاح، إذ ازداد عدد المستهلكين المهتمين بآثار أفعالهم الشخصية الخاصة، وأنشئت عدة أدوات لحساب البصمة الكربونية.

## البصمات الكربونية لاستهلاك الطاقة
استنتجت ثلاث دراسات أن الطاقة النووية والريحية والكهرومائية تنتج نسب ثنائي أكسيد الكربون لكل كيلوواط ساعي بنسب من أي مصدر آخر للطاقة. لم تشمل هذه الأرقام الانبعاثات الناتجة عن الحوادث أو الإرهاب. لا تبعث طاقة الرياح والطاقة الشمسية كربونًا في عملها، ولكنها تترك بصمات كربونية خلال بنائها وصيانتها. كذلك للطاقة الكهرومائية من السدود بصمات كربونية كبيرة من الإزالة الابتدائية للمزروعات والإصدار المستمر للميثان (تتحلل رواسب التيارات المائية لاهوائيًا إلى ميثان في قاع السد، بدلًا من تحللها هوائيًا إلى CO2 لو كانت استمرت في التيار غير المحجوز).
يشكل توليد الكهرباء نحو نصف خرج ثنائي أكسيد الكربون الناتج عن النشاطات البشرية. وبصمة CO2 للحرارة بنفس الأهمية وتظهر الأبحاث أن استخدام الحرارة الضائعة من توليد الطاقة الكهربائية في تدفئة الأحياء السكنية المشتركة بين الحرارة والطاقة الكهربائية له أقل بصمة كربونية، وهي أقل بكثير من الطاقة الصغرية أو المضخات الحرارية.
عدل إنتاج الفحم الحجري ليخفض انبعاثات الكربون بشكل كبير؛ منذ ثمانينيات القرن العشرين، كمية الطاقة المستخدمة لإنتاج طن من الفولاذ انخفضت بنسبة 50%.

### ارتفاع غازات الدفيئة عبر الزمن
منذ الثورة الصناعية، ازدادت غازات الدفيئة بشكل كبير. وفق بيانات 2017، مستويات ثنائي أكسيد الكربون (CO2) 142% مما كانوا عليه قبل الثورة الصناعية. نسبة الميثان 253% ونيتروس الأكسيد 121% من مستويات ما قبل الثورة الصناعية. أدى الاستهلاك المدفوع بالطاقة للوقود الأحفوري إلى ازدياد انبعاثات غازات الدفيئة بشكل سريع، ما أدى إلى ارتفاع درجة حرارة الأرض. في آخر 250 سنة، ساهمت النشاطات البشرية -كحرق الوقود الأحفوري وقطع الغابات الممتصة للكربون- بشكل كبير في هذه الزيادة. في آخر 25 سنة فقط، ازدادت الانبعاثات بأكثر من 33%، معظمها من ثنائي أكسيد الكربون، ما يشكل ثلاثة أرباع هذه الزيادة.